# Starke Verlag

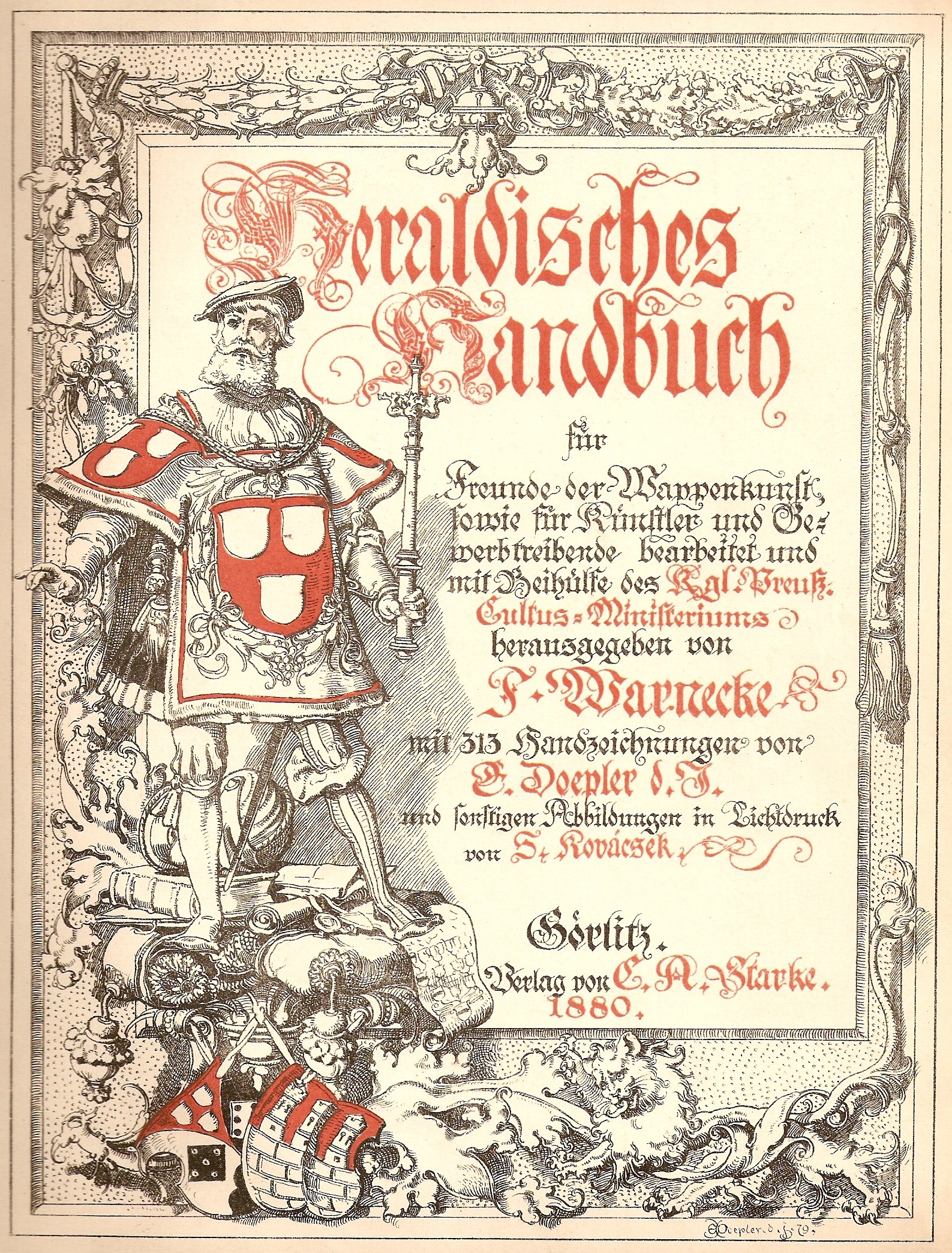
Heraldisches Handbuch, (1880) publié par Starke Verlag

C.A. Starke Verlag est une maison d'édition allemande à Bad Salzdetfurth de livres, magazines et autres publications sur la généalogie et l'héraldique. La maison d'édition a été fondée le 20 octobre 1847 par Christian August Starke (1823-1882) à Görlitz, elle est toujours active avec plus de 60% des titres désormais disponibles via la librairie en ligne Jordans. La maison d'édition traditionnelle reste une référencé des livres historiques de généalogie et d'héraldique notamment d'origine germanique.

## Lien web
- Site de l'éditeur

### Source
- (de) Cet article est partiellement ou en totalité issu de l’article de Wikipédia en allemand intitulé « Starke Verlag » (voir la liste des auteurs).